# Dacke-Aufstand
Der Dacke-Aufstand (schwedisch Dackefejden) war ein Bauernaufstand in der schwedischen historischen Provinz Småland in den Jahren 1542 und 1543. Er war der größte genuine Bauernaufstand in Skandinavien und drohte auf seinem Höhepunkt, den regierenden König Gustav Wasa zu stürzen.
Ursachen des Aufstandes waren die harte Zentralisierungspolitik des Königs Gustav Wasa, die nicht nur die relative Selbstständigkeit der småländischen Bauerngemeinden bedrohte, sondern auch zu einer Vervielfachung der Steuern geführt hatte, und die Einführung des Protestantismus, die mit der Konfiszierung der Kirchenglocken und des Altarsilbers 1541 einherging. Darüber hinaus verbot die Krone die Jagd auf Hochwild, die Abholzung von Buchen und Eichen und behinderte den Grenzverkehr mit der zum Königreich Dänemark gehörenden Provinz Schonen.
Der Aufstand brach unter Leitung des Bauern Nils Dacke um die Mittsommerzeit des Jahres 1542 südlich von Kalmar aus und richtete sich gegen die königlichen Vögte und den Adel. Er verbreitete sich rasch im südlichen Landesteil und als eine größere Truppeneinheit aus Västergötland zur Niederschlagung des Aufstandes nach Småland geschickt wurde, schlossen sich weitere Gebiete dem Aufstand an. Mehrere Versuche königlicher Truppen, den Aufstand niederzuschlagen, wurden zurückgeschlagen und im November 1542 beherrschten die Aufständischen Småland, Öland und das südliche Östergötland. Die Aufständischen und der König kamen überein, einen einjährigen Waffenstillstand einzugehen, währenddessen Verhandlungen zur friedlichen Beilegung des Konfliktes geführt werden sollten.
Nils Dacke scheint eine friedliche Lösung des Konfliktes angestrebt zu haben, aber Gustav Wasa war daran nicht interessiert, sondern nutzte die Zeit, um neue Truppen anzuwerben. Als die Vorbereitungen abgeschlossen waren, brach Gustav Wasa im Januar 1543 den Waffenstillstand, und befahl der neu aufgestellten Armee, die aus 5.000 vorwiegend deutschen Söldnern bestand, nach Kalmar vorzurücken und den Aufstand niederzuwerfen.
Die folgenden Kämpfe waren hart, und die königlichen Truppen konnten bei Målilla gestoppt werden. Doch wurde Nils Dacke bei einem Gefecht am 25. März schwer verwundet, und der Aufstand brach danach zusammen. Ende April waren die aufständischen Gebiete wieder unter königlicher Kontrolle. Zwar versuchte Nils Dacke zu Mittsommer 1543 einen neuerlichen Aufstand, aber dieser wurde schnell erstickt, und die führenden Aufständischen wurden hingerichtet.